# Convento di San Francesco (Altamura)
Il convento di San Francesco, detto anche convento dei Padri Francescani oppure convento dei Frati Minori Osservanti, era un convento cattolico della città di Altamura.

## Storia
Il convento, che ospitava frati francescani e che includeva anche la chiesa di San Francesco e un ampio giardino, fu fondato nel Quattrocento su ordine del principe di Altamura Raimondo Orsini del Balzo e si snodava lungo un'antica strada che collegava la piazza delle fovee col Castello di Altamura. Probabilmente, la sua vicinanza al Castello di Altamura, sede del principe non fu casuale: Raimondello, in quanto protettore dei frati minori osservanti, volle forse la chiesa e il convento vicini alla sua residenza.
Negli anni 1570-1571, a causa delle precarie condizioni statiche del seggio ubicato nei pressi dell'odierna Chiesa di San Nicolò dei Greci e in attesa della costruzione del nuovo seggio, le riunioni dell'Università (cioè della città) si tennero in alcune botteghe della piazza e nello stesso convento dei francescani.
Raffigurazioni del convento e della chiesa sono presenti in alcuni affreschi e illustrazioni storiche della città di Altamura rintracciate dagli storici. In particolare, nella veduta della "Fabbriceria dell'Assunta" conservata nell'Archivio Capitolare, sono raffigurati a destra di porta Bari la chiesa e il convento dei francescani, riconoscibile dalle arcate del chiostro interno.
Nel 1686, il convento di San Francesco ebbe in gestione, su richiesta degli stessi padri osservanti di San Francesco, un pezzo di terra antistante il Castello di Altamura. Durante un sopralluogo dell'agente Giovan Battista Pacichelli, fu notata una delimitazione diversa da quella sulla carta. L'area in questione, opportunamente recintata, era anche utilizzata dai frati per spiare alcune "femine honeste" nelle loro case; essendo le finestre a bassa altezza, vi era anche il rischio che entrassero nelle loro abitazioni e le molestassero. A quei tempi, infatti, il convento era diventato "un asilo di persone di malavita", tanto che il sindaco Caputi nel 1687 disse che "in dispregio di quel santissimo abito di cui si cingono, non vi era peccato capitale che non venisse da questi soggetti frequentato".
Durante i fatti del 1799, nei locali del refettorio del convento, situato di fronte al complesso, furono fucilati e sepolti (alcuni ancora in vita) i prigionieri sanfedisti su ordine del commissario del governo Nicola Palomba e del generale Felice Mastrangelo. I sopravvissuti furono disseppelliti e curati in seguito all'entrata in città delle truppe sanfediste. Successivamente, nell'area del refettorio, ebbe sede il vecchio teatro comunale della città di Altamura, progettato da Orazio Lerario. L'area su cui sorgeva il complesso è oggi sede del municipio di Altamura.